# 173 a. C.
El año 173 a. C. fue un año del calendario romano prejuliano. En el Imperio romano, fue conocido como el año 581 Ab Urbe condita.

## Acontecimientos

### Egipto
- Ptolomeo VI Filometor se casa con su hermana, Cleopatra II.

### Hispania Romana
- Publio Furio Filo, ve prorrogada su pretura en Hispania Citerior; M. Matieno en Hispania Ulterior.[1]

### Imperio seléucida
- Antíoco IV paga el resto de la indemnización de guerra que le impusieron los romanos a Antíoco III en la Paz de Apamea (188 a. C.).

## Nacimientos
- Antíoco V Eupátor, gobernante del Imperio Seléucida desde 164 a. C. (muerto 162 a. C.)

## Fallecimientos
- Lucio Cornelio Léntulo, cónsul de la República Romana